# Langstrand
Langstrand (häufig auch Long Beach oder Longbeach, auf Deutsch so viel wie „Langer Strand“) ist eine Vorstadt, Ortsteil und Strand von Walvis Bay am Südatlantik in Namibia. Der Ortsteil liegt an der Nationalstraße B2 im Wahlkreis Walvis Bay (Land), 19 Kilometer nördlich der Stadt Walvis Bay und 16 Kilometer südlich von Swakopmund.

## Geschichte

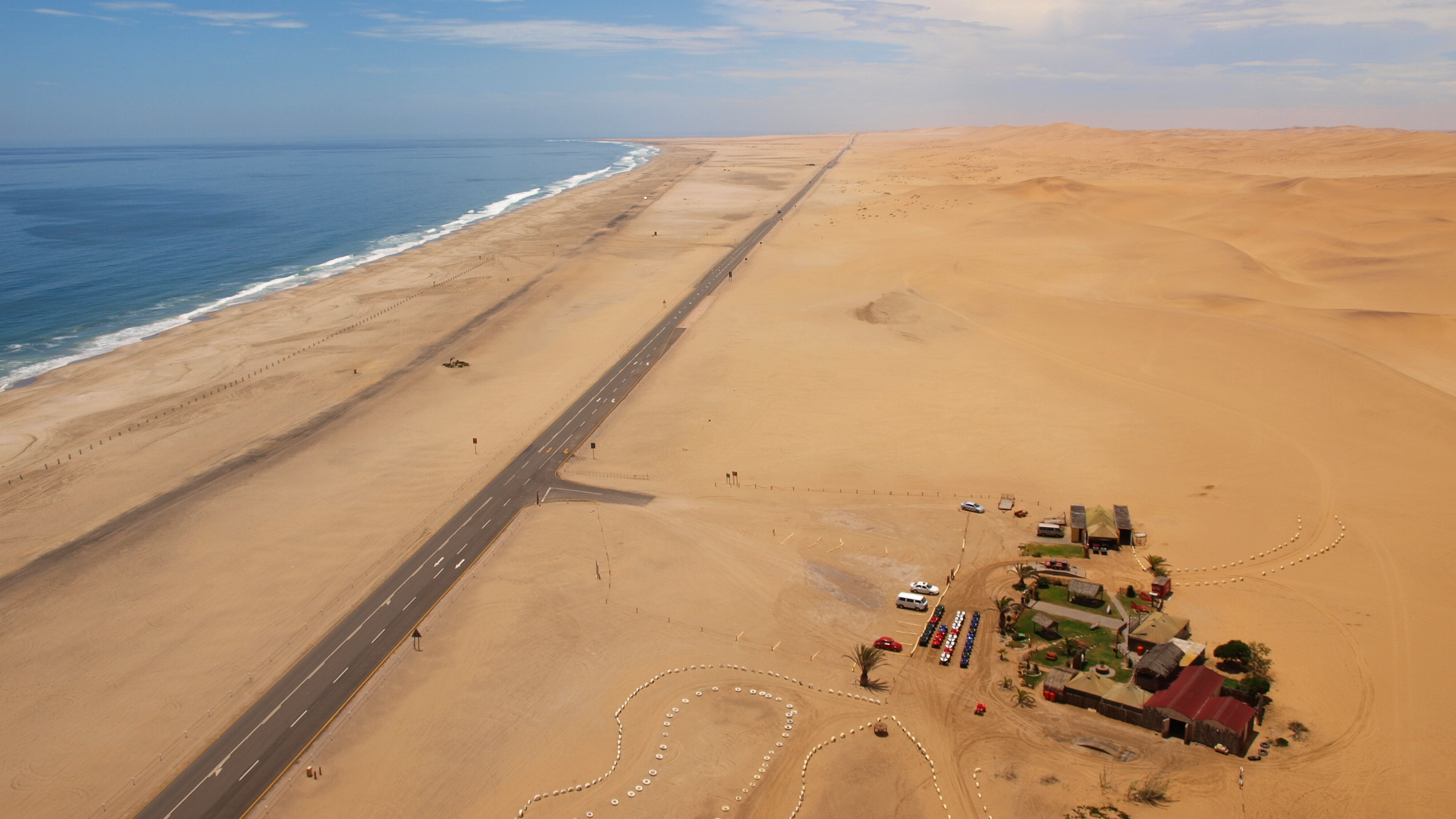
Langstrand (2009)

Langstrand wurde – genauso wie das nahe gelegene Dolfynstrand („Delfinstrand“) – Ende der 1970er-Jahre als Seebad gegründet und hatte lange nur einige hundert permanente Einwohner. Zu Saisonzeiten und südafrikanischen sowie namibischen Schulferien, vor allem im Dezember und Januar, werden jedoch einige tausend Urlauber beherbergt. Zu den berühmtesten Besuchern Langstrands zählten Brad Pitt und Angelina Jolie.
Seit 2. November 2000 ist Langstrand als Farm Langstrand Nr. 49 Ortsteil von Walvis Bay.
Den Namen bezieht Langstrand von seinen langen Sandstränden; der Ort besitzt neben der Strandpromenade außerdem einige Hotels, Lodges, Gästehäuser, einen Campingplatz sowie verschiedene Einrichtungen für Sport- und Freizeitaktivitäten.